# Cratere Fastov
Fastov  è un cratere sulla superficie di Marte.